# Административный округ (Россия)
Административный округ или округ — единица административно-территориального деления в России.
В России ими являются административно-территориальные или территориальные единицы обычно (но не всегда) низового (районного) уровня в составе городов или низового уровня сельские территории в составе субъектов РФ. В большинстве таких городов в России им соответствуют городские районы (внутригородские районы). Не путать с муниципальными образованиями как единицами местного самоуправления (муниципального устройства) — городскими и муниципальными округами. В районах субъектов РФ им, как правило, соответствуют бывшие сельсоветы (на уровне современных сельских поселений, например, в Краснодарском крае и Брянской области). Помимо этого, в составе ряда субъектов РФ выделяются округа на уровне бывших районов и приравненных к ним городов (например, в Тверской области), а также межрайонные округа как административно-территориальные единицы с особым статусом на месте бывших субъектов РФ — автономных округов (в Забайкальском, Камчатском и Пермском краях и Иркутской области). В ряде субъектов РФ округам соответствует городские округа на муниципальном уровне (например, в Ленинградской и Брянской областях).

## Административные или территориальные округа в составе городов Российской Федерации
На административные или территориальные округа делятся города:
- Москва — состоит из 12 административных округов;
- Адыгейск — состоит из 2 округов;
- Архангельск — состоит из 9 территориальных округов;
- Белгород — состоит из 2 округов;
- Грозный — состоит из территориальных округов внутри районов;
- Иркутск — состоит из 4 административных округов;
- Калуга — состоит из 3 округов;
- Комсомольск-на-Амуре — состоит из 2 округов;
- Краснодар — состоит из 4 внутригородских округов;
- Курск — состоит из 3 административных округов;
- Липецк — состоит из 4 округов;
- Мурманск — состоит из 3 административных округов (до 1995 г. они назывались районами)[1];
- Назрань — состоит из 4 административных округов (до 2009 года они назывались муниципальными округами и их было 6);
- Новосибирск — включает 1 административный округ (объединяющий 3 района);
- Омск — состоит из 5 административных округов;
- Оренбург — 4 района объединены в 2 округа;
- Тюмень — состоит из 4 административных округов;
- Якутск — состоит из 8 административных округов.

## Административные округа в составе субъектов Российской Федерации
См. также Административные и территориальные округа по субъектам Российской Федерации
Административные округа выделяются также в составе других субъектов:
- Белгородская область — административно-территориальные единицы муниципальных образований низового уровня — муниципальные (межмуниципальные), административные и сельские округа[2];
- Брянская область — городские, поселковые и сельские административные округа в составе административных районов, а также 4 городских административных округа — города областного значения Брянск, Клинцы, Новозыбков, Сельцо[3];
- Краснодарский край — сельские, поселковые и станичные административные округа в составе административных районов и городов краевого подчинения[4];
- Московская область — город областного подчинения с административной территорией (на муниципальном уровне городской округ) Домодедово в своей сельской местности включает 7 административных округов[5][6], город областного подчинения (городской округ) Клин 8 территориальных округов[7];
- Мурманская область — ЗАТО Александровск делится на территориальные округа Гаджиево, Полярный, Снежногорск[8], в составе Ковдорского района выделяется Ёнский сельский территориальный округ[9];
- Тульская область — городской округ Тула делится на территориальные округа с подчинёнными сельскими населёнными пунктами Зареченский, Привокзальный, Пролетарский, Советский, Центральный;
- Ульяновская область — поселковые и сельские округа в составе административных районов[10].

См. также: Список субъектов Российской Федерации с сельскими административными округами.
В Ленинградской области выделяется административный округ, которому соответствует Сосновоборский городской округ, а в Псковской области — 2 административных округа — города Псков и Великие Луки. В качестве территориальных единиц в Адыгее выделяются республиканские городские округа (Майкопский и Адыгейский) как территории, состоящие из города республиканского значения и одного или нескольких иных сельских (городских) населённых пунктов.
В Тверской области на уровне районов и городов областного значения (ЗАТО) выделяются 20 округов, в том числе: 4 округа — города областного значения, 9 округов — городов окружного значения, 2 округа — закрытых административно-территориальных образования.
В Воронежской и Ростовской областях города областного значения (подчинения) официально называются городскими округами.
Административные округа на уровне районов и городов областного значения (ЗАТО) предусмотрены в законодательстве Нижегородской области (городские округа) и Красноярского края, но они к настоящему времени не организованы.
Округа как административно-территориальные единицы с особым статусом выделяются в 4 субъектах РФ:
- Забайкальский край — Агинский Бурятский округ;
- Иркутская область — Усть-Ордынский Бурятский округ;
- Камчатский край — Корякский округ;
- Пермский край — Коми-Пермяцкий округ.

В качестве территориальных исполнительных органов выделяются:
- в Свердловской области администрации управленческих округов Восточного, Горнозаводского, Западного, Северного, Южного[22];
- в Дагестане Центральный, Горный, Северный, Южный территориальные округа[23].

В Волгоградской области с 2001 по 2010 годы существовали региональные округа.